# Indische Cricket-Nationalmannschaft in Neuseeland in der Saison 2018/19
Die Tour der indischen Cricket-Nationalmannschaft nach Neuseeland in der Saison 2018/19 findet vom 23. Januar bis zum 10. Februar 2019 statt. Die internationale Cricket-Tour ist Bestandteil der Internationalen Cricket-Saison 2018/19 und umfasst fünf ODIs und drei Twenty20s. Indien gewann die ODI-Serie 4–1. Neuseeland gewann die Twenty20-Serie 2–1.

## Vorgeschichte
Neuseeland spielte zuvor eine Tour gegen Pakistan in den Vereinigten Arabischen Emiraten, Indien eine Tour in Australien.
Das letzte Aufeinandertreffen der beiden Mannschaften fand in der Saison 2017/18 in Indien statt.

## Stadien
Die folgenden Stadien wurden für die Tour als Austragungsort vorgesehen und am 31. Juli 2018 bekanntgegeben.
| Stadion                     | Stadt           | Kapazität | Spiele         |
| --------------------------- | --------------- | --------- | -------------- |
| Eden Park                   | Auckland        | 50.000    | 2. T20         |
| Seddon Park                 | Hamilton        | 10.000    | 4. ODI; 3. T20 |
| Bay Oval                    | Mount Maunganui | 10.000    | 2. & 3. ODI    |
| McLean Park                 | Napier          | 22.500    | 1. ODI         |
| Wellington Regional Stadium | Wellington      | 34.500    | 5. ODI; 1. T20 |

## Kaderlisten
Indien benannte seine Kader am 24. Dezember 2018.
| ODI | ODI | Twenty20 | Twenty20 |
| Neuseeland | Indien | Neuseeland | Indien |
| --- | --- | --- | --- |
| - Kane Williamson (K) - Todd Astle - Trent Boult - Doug Bracewell - Colin de Grandhomme - Lockie Ferguson - Martin Guptill - Matt Henry - Tom Latham (wk) - Colin Munro - James Neesham - Henry Nicholls - Mitchell Santner - Ish Sodhi - Tim Southee - Ross Taylor | - Virat Kohli (K) - Rohit Sharma (VK) - Khaleel Ahmed - Jasprit Bumrah - Yuzvendra Chahal - Shikhar Dhawan - MS Dhoni (wk) - Shubman Gill - Ravindra Jadeja - Kedar Jadhav - Dinesh Karthik - Bhuvneshwar Kumar - Hardik Pandya - KL Rahul - Ambati Rayudu - Vijay Shankar - Mohammed Shami - Mohammed Siraj - Kuldeep Yadav | - Kane Williamson (K) - Doug Bracewell - Colin de Grandhomme - Lockie Ferguson - Martin Guptill - Scott Kuggeleijn - Daryl Mitchell - Colin Munro - James Neesham - Mitchell Santner - Tim Seifert (wk) - Ish Sodhi - Tim Southee - Ross Taylor - Blair Tickner | - Rohit Sharma (K) - Khaleel Ahmed - Jasprit Bumrah - Yuzvendra Chahal - Shikhar Dhawan - MS Dhoni (wk) - Shubman Gill - Kedar Jadhav - Dinesh Karthik - Siddarth Kaul - Bhuvneshwar Kumar - Hardik Pandya - Krunal Pandya - Rishabh Pant - KL Rahul - Vijay Shankar - Mohammed Siraj - Kuldeep Yadav |

## One-Day Internationals

### Erstes ODI in Napier
| 23. Januar Scorecard | Napier | Neuseeland 157 (38)                       | – | Indien 156-2 (34.5/49) |
|                      |        | Indien gewinnt mit 8 Wickets (D/L method) |   |                        |

### Zweites ODI in Mount Maunganui
| 26. Januar Scorecard | Mount Maunganui | Indien 324-4 (50)          | – | Neuseeland 234 (40.2) |
|                      |                 | Indien gewinnt mit 90 Runs |   |                       |

### Drittes ODI in Mount Maunganui
| 28. Januar Scorecard | Mount Maunganui | Neuseeland 243 (49)          | – | Indien 245-3 (43) |
|                      |                 | Indien gewinnt mit 7 Wickets |   |                   |

### Viertes ODI in Hamilton
| 31. Januar Scorecard | Hamilton | Indien 92 (30.5)                 | – | Neuseeland 93-2 (14.4) |
|                      |          | Neuseeland gewinnt mit 8 Wickets |   |                        |

### Fünftes ODI in Wellington
| 3. Februar Scorecard | Wellington | Indien 252 (49.5)          | – | Neuseeland 217 (44.1) |
|                      |            | Indien gewinnt mit 35 Runs |   |                       |

## Twenty20 Internationals

### Erstes Twenty20 in Wellington
| 6. Februar Scorecard | Wellington | Neuseeland 219-6 (20)          | – | Indien 139 (19.2) |
|                      |            | Neuseeland gewinnt mit 80 Runs |   |                   |

### Zweites Twenty20 in Auckland
| 8. Februar Scorecard | Auckland | Neuseeland 158-8 (20)        | – | Indien 162-3 (18.5) |
|                      |          | Indien gewinnt mit 7 Wickets |   |                     |

### Drittes Twenty20 in Hamilton
| 10. Februar Scorecard | Hamilton | Neuseeland 212-4 (20)         | – | Indien 208-6 (20) |
|                       |          | Neuseeland gewinnt mit 4 Runs |   |                   |